# Anopheles greeni
Anopheles greeni este o specie de țânțari din genul Anopheles, descrisă de Rampa Rattanarithikul și Ralph E. Harbach în anul 1990.
Este endemică în Filipine. Conform Catalogue of Life specia Anopheles greeni nu are subspecii cunoscute.